# Lucenay-lès-Aix
Pour les articles homonymes, voir Lucenay (homonymie).
Lucenay-lès-Aix est une commune française située dans le département de la Nièvre, en région Bourgogne-Franche-Comté.

## Géographie

Carte de la Nièvre.

Lucenay-lès-Aix se trouve dans le sud du département, à 15 km au sud de Decize, à la limite du département de l'Allier. Elle appartient au canton de Dornes et à l'arrondissement de Nevers. La Nièvre atteint son extrémité sud sur le territoire de la commune.
Lucenay-lès-Aix porte le code Insee 58146 et est associée au code postal 58380. Elle se situe à une altitude de 215 mètres environ. Sa superficie est de 56 km2.

### Géologie
Le terrain communal est situé au-dessus de bassin houiller du Sud Nivernais, le gisement de houille le plus important d'Europe.
Le terrain est principalement composé d'argiles surmontant des galets au sud du bourg et sables à galets et argiles au Nord du Bourg.

### Topographie
La topographie de la commune de Lucenay-lès-Aix est légèrement vallonnée. Les altitudes varient entre 202 mètres au niveau du ruisseau de l'Ozon et de la rivière de l'Acolin et 242 mètres entre les hameaux du « Grand Méchin » et du « Petit Méchin ». Le bourg s'est développé sur une altitude moyenne d’environ 215 mètres.

### Accès
La commune est desservie par de nombreuses routes départementales (RD) :
- les RD 270 et 979a qui vont vers Toury-Lurcy,
- la RD 29 vers Dornes et la Chapelle aux Chasses,
- la RD 137 vers Cossaye,
- la RD 261 vers Cossaye, la Chapelle aux Chasses et Gannay sur Loire,
- la RD 240 vers Lamenay,
- la RD 239 vers Chezy.
De nombreuses voies communales permettent la desserte des hameaux et des écarts.

### Hydrographie
Le réseau hydrographique sur la commune de Lucenay-lès-Aix est très important. Il est composé de la rivière de l'Acolin (à l'est) et de son affluent l'Ozon (à l'ouest) mais également de multiples cours d'eau temporaires et d'étangs.

### Villages, hameaux, lieux-dits, écarts
La commune est composée d’un centre bourg et de 6 hameaux principaux. Des écarts sont également présents et regroupent pour l’essentiel des exploitations agricoles.
Les principaux sont ;
- Les Arnoux, au sud du village ;
- Le Mouroux, au nord-est (anciennement le village de Montmouroux).

### Limites administratives
Par acte passé à Paris en septembre 1389 il est décidé de mettre fin aux conflits territoriaux entre le duc de Bourgogne et le duc de Bourbon et de définir les limites des deux duchés, la limite est donc définie à Villeneuve (sur Allier) et son territoire, Chevagnes, Dornes, Lucenay-les-Aix et Gannay pour ensuite prendre les limites de la Bourgogne. Cet acte n'a pas pour autant fait cesser les troubles entre la Bourgogne et des bandes au service du Roi qui perdurèrent encore des décennies.
Lucenay-lès-Aix, bien qu'en Nivernais, fait ainsi partie sous l'Ancien Régime de la généralité de Moulins. Ainsi du fief d'Auzon et d'Aglan qui figurent pour Lucenay-les-Aix sur le Sommier de la Généralité de Moulins. le Notaire Royal de Lucenay-les-Aix au XVIIIe siècle relève ainsi du bailliage de Saint-Pierre le Moutier mais de la sénéchaussée du Bourbonnais.
La confusion quant aux limites perdure encore au moment de la convocation aux Etats-généraux de 1789 où la paroisse de Lucenay-les-Aix (Comme Aurouer et Toury-Lurcy) comparurent à la fois dans le bailliage de Nevers et de Moulins. De même lorsque le maire de Moulins François Charrier habite au château d'Auzon en 1838, il le mentionne son habitation comme faisant partie de l'Allier.
Lucenay possédait trois églises : celles de Saint-Gervais (à la Celle) et de Saint-Genest (ancien emplacement de la pharmacie), qui disparaissent pendant la Révolution, et celle de Saint-Romain à Lucenay, dont le bénéfice simple est en 1766 au prieur et curé de l'abbaye Saint-Martin de Nevers :  Pierre Canivest (Rouen.1715-St.Martin de Nevers le 22 février 1781).
Bien avant la révolution industrielle, des tuileries s'implantent à Lucenay, et s'ajoutent aux activités de ferronnerie. Les tuileries des Voidoux et des Méchins disparaissent, et celle des Coquats cesse de fonctionner en 1939.
Entre 1790 et 1794, la commune absorbe les communes voisines de La Celle-les-Lucenay et Lucenay-Saint-Romain. La nouvelle commune ainsi formée porta provisoirement le nom de Bourg-la-Réunion.
Au XIXe siècle, cinq moulins produisent de la farine dont le Moulin d'Aglan (sur la rivière l'Acolin) et le Moulin Méchin (sur la rivière l'Ozon). Si le moulin de Dardault existe encore, Il est depuis longtemps électrique et non hydraulique et depuis plusieurs années désaffecté et en vente. Une usine d'ampoules pharmaceutiques a été ouverte en 1964.

### Climat
Pour des articles plus généraux, voir Climat de la Bourgogne-Franche-Comté et Climat de la Nièvre.
En 2010, le climat de la commune est de type climat océanique dégradé des plaines du Centre et du Nord, selon une étude du Centre national de la recherche scientifique s'appuyant sur une série de données couvrant la période 1971-2000. En 2020, Météo-France publie une typologie des climats de la France métropolitaine dans laquelle la commune est exposée à un climat océanique altéré et est dans la région climatique  Centre et contreforts nord du Massif Central, caractérisée par un air sec en été et un bon ensoleillement. 
Pour la période 1971-2000, la température annuelle moyenne est de 11 °C, avec une amplitude thermique annuelle de 16,4 °C. Le cumul annuel moyen de précipitations est de 805 mm, avec 11,7 jours de précipitations en janvier et 7,3 jours en juillet. Pour la période 1991-2020, la température moyenne annuelle observée sur la station météorologique de Météo-France la plus proche, « Yzeure », sur la commune d'Yzeure à 18 km à vol d'oiseau, est de 11,9 °C et le cumul annuel moyen de précipitations est de 795,7 mm. 
La température maximale relevée sur cette station est de 43,2 °C, atteinte le 25 juillet 2019 ; la température minimale est de −21 °C, atteinte le 9 janvier 1985,,. 
Les paramètres climatiques de la commune ont été estimés pour le milieu du siècle (2041-2070) selon différents scénarios d'émission de gaz à effet de serre à partir des nouvelles projections climatiques de référence DRIAS-2020. Ils sont consultables sur un site dédié publié par Météo-France en novembre 2022.

## Urbanisme

### Typologie
Au 1er janvier 2024, Lucenay-lès-Aix est catégorisée commune rurale à habitat dispersé, selon la nouvelle grille communale de densité à sept niveaux définie par l'Insee en 2022.
Elle est située hors unité urbaine. Par ailleurs la commune fait partie de l'aire d'attraction de Moulins, dont elle est une commune de la couronne,. Cette aire, qui regroupe 64 communes, est catégorisée dans les aires de 50 000 à moins de 200 000 habitants,.

### Occupation des sols
L'occupation des sols de la commune, telle qu'elle ressort de la base de données européenne d’occupation biophysique des sols Corine Land Cover (CLC), est marquée par l'importance des territoires agricoles (92,7 % en 2018), une proportion sensiblement équivalente à celle de 1990 (92,9 %). La répartition détaillée en 2018 est la suivante : 
prairies (55,4 %), terres arables (22,4 %), zones agricoles hétérogènes (15 %), forêts (5,3 %), zones urbanisées (2 %). L'évolution de l’occupation des sols de la commune et de ses infrastructures peut être observée sur les différentes représentations cartographiques du territoire : la carte de Cassini (XVIIIe siècle), la carte d'état-major (1820-1866) et les cartes ou photos aériennes de l'IGN pour la période actuelle (1950 à aujourd'hui).

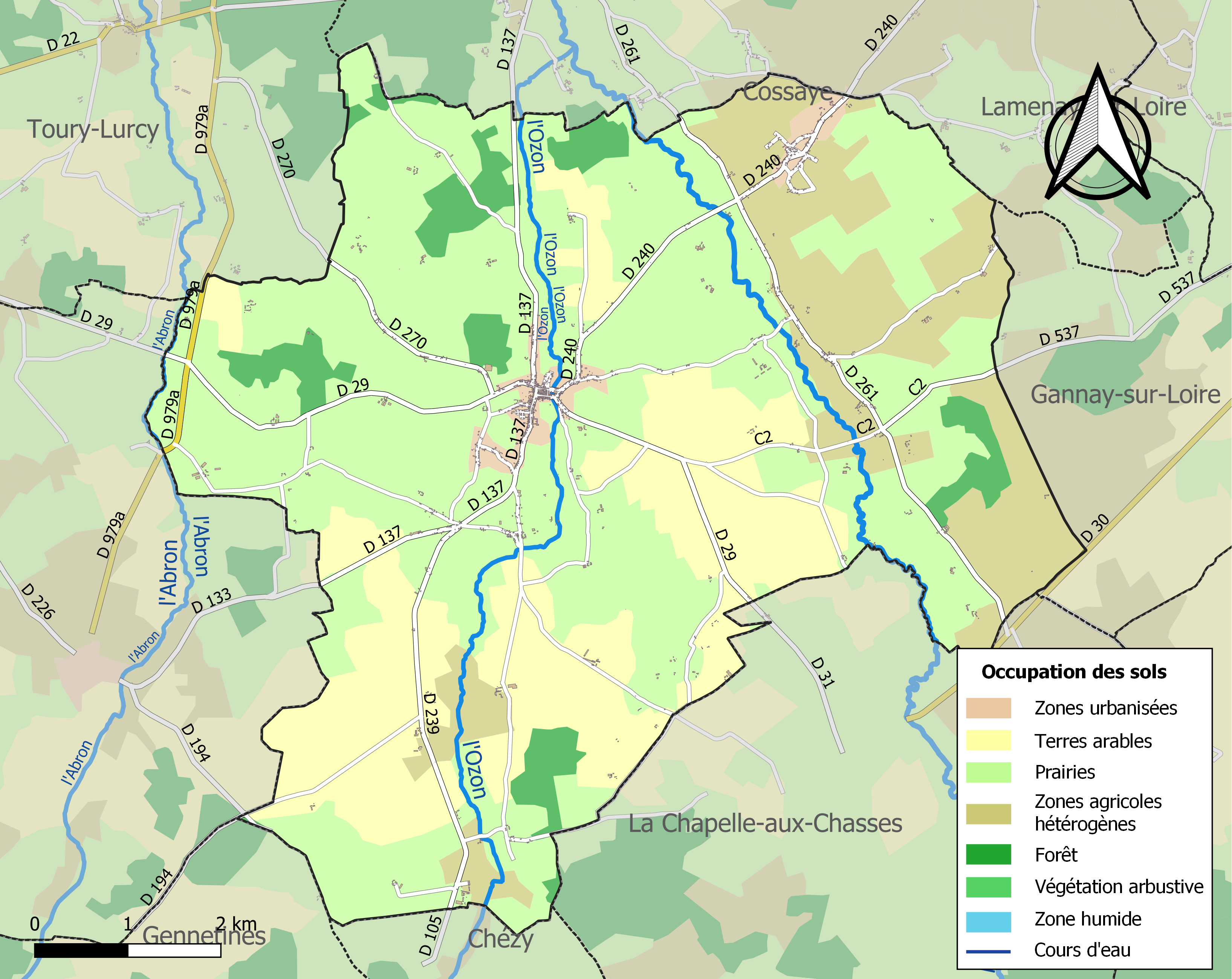
Carte des infrastructures et de l'occupation des sols de la commune en 2018 (CLC).

### Toponymie
Lucenay-lès-Aix (comme Lucenay l'Evèque) devrait son nom au culte de Lucine selon un auteur.
Pour d'autres, le nom de Lucenay, comme ceux de Lucenat et de Lucenay-en-Valet qui se rencontrent dans ce pays boisé, limite du Bourbonnais,  y placeraient la forêt Leccenna, dont Aimoin signale la vaste étendue sur les confins des Bituriges et des Arvernes.
Concernant les Aix, la terminologie peut venir soit des eaux, (Aigues, acquas) selon un courant classique soit selon d'autres auteurs de haies (Ahaie, "aujourd'hui bois à Lucenay les Aix, cité en 1231".
Luciniacum, Luciniacus : Lucenay les Aix (les Aix signifierait les Haies) ce qui peut être corroboré par certains actes (cf infra) qui mentionnent régulièrement Lucenay les Hayes.
Pendant la Révolution Française, Lucenay les Aix change provisoirement de nom pour s'appeler Bourg-la-Réunion et fait donc partie des communes françaises ayant changé de nom au cours de la Révolution

## Histoire
Lucenay-lès-Aix se situe aux confins des territoires de trois peuples celtiques : Les Éduens, des Arvermes et des Bituriges,.
On a découvert une hache polie en jaspe (époque celtique).
Une voie gallo-romaine passe par la commune.
Ont été découverts en 1925 des saumons de fer sur la propriété d'Auzon à la limite de la commune de Gennetines.
À la Cour-du-Bois, il subsiste une motte féodale (oppidum selon Geoportail).
Au XIIe siècle, il existe un couvent augustinien (fondé en 1130) relevant de l'abbaye Saint-Andoche d'Autun.
Lucenay-lès-Aix est mentionné dans différents actes :
- 1129, bulle du pape Honorius II qui met sous la protection du Saint-Siège le monastère de Saint-Martin et indique les principales possessions qui en dépendaient dont les deux églises de Lucenay-les-Aix, Saint-Romain et Saint-Genès[27]
- 1271 Hommages rendus aux Comtes de Nevers par Guyot de Beaulmont, écr, au nom de sa femme Marguerite, fille de feu Gui Breschard, pour les maison et fief de Véiro, avec toutes ses appartenances à Lucenay, en présence de Robert, évêque de Nevers[28]
- 1322 Hommages rendus aux Comtes de Nevers, pour la seigneurie de Lucenay-les-Aix, par les personnes dont les noms suivent : Guyot Pioche, damoiseau, seigneur de Lucenay-les-Hayes, pour la maison de la Cour-du-Bois de Lucenay[28]
- 1300 Le Comte de Nevers vient diner à Lucenay les Aix chez Hugues Pioche[29]
- 1351 Hommage de Gui Pioche, chevalier, au Comte de Nevers pour sa maison de Lucenay les Aix
- 1347 Hommage d'Agnès de Malvoysine, femme du précédent
- 1361 Hommage de Jean Pioche, chevalier, seigneur d'Onay et Lucenay-les-Aix
- 1374, Hommage du même, pour la maison-fort de Lucenay
- 1406 Hommage de noble homme jean de Montjournal, pour les terres de Lucenay-les-Haies et Drapey
- 1408, Hommage de Jean Pioche, chevalier, seigneur de Lucenay
- 1437, Philibert et Antoine Pioche, écuyers, frères, enfants et héritiers de feu noble seigneur Jean Pioche, chevalier pour la Cour-du-Bois et autres biens
- 1464, Jeanne Pioche, dame du Boys, Odile et Antoine de Monjeu, frères, pour la moitié de Lucenay
- Une demoiselle Philippe du Meuble, déclare au terrier de Bessay, en 1491, les terres que tient à Lucenay son mari, Philippe d'Aglan, écuyer, « absent du pays et servant le roy en la guerre de Bretagne[2]
- 1575 Jacques d'Aiguilly, seigneur de Lucenay-les-Aix, fils et héritier de feu Louette de.Varigny, pour, la seigneurie de Lucenay,

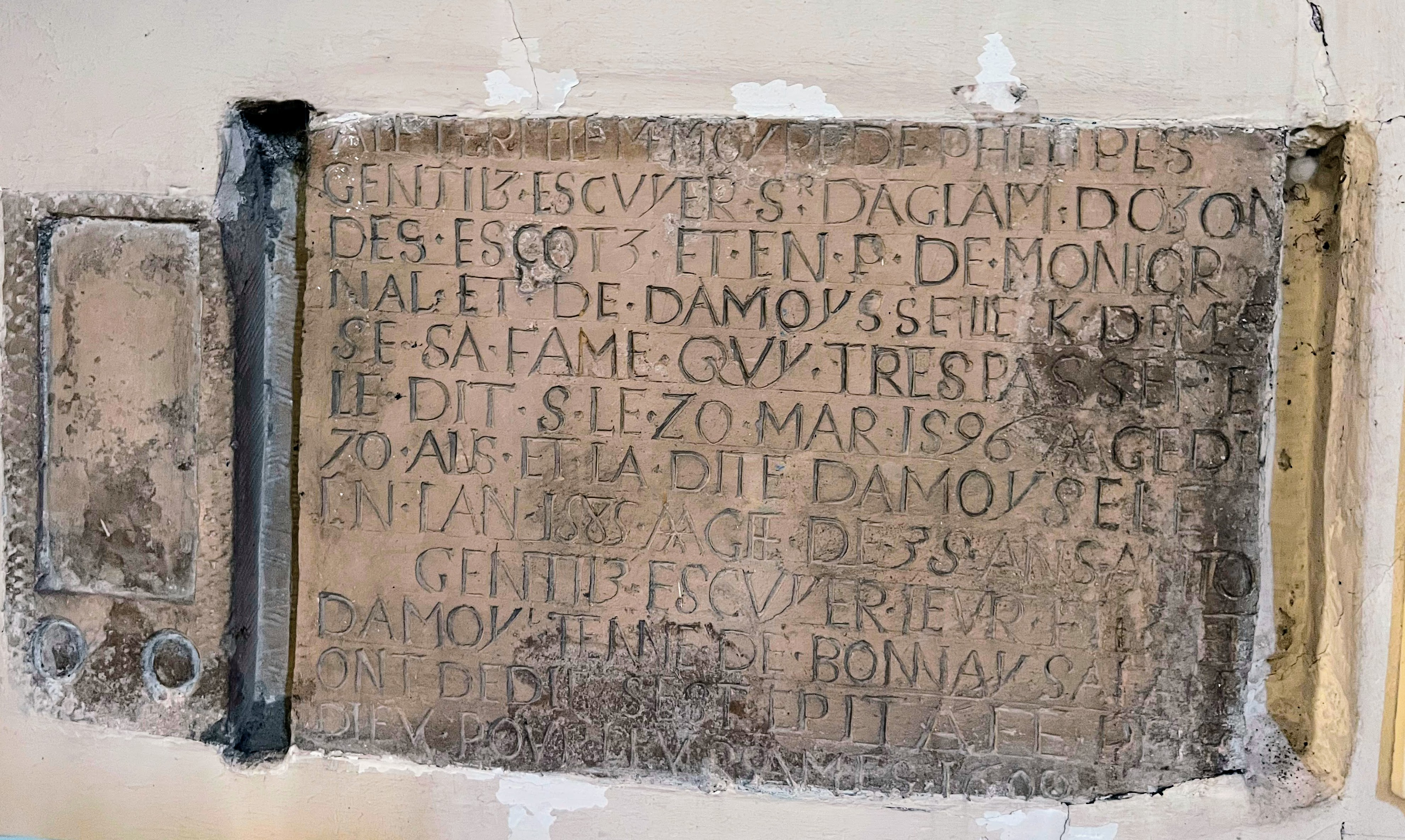

- 1596 Philippe Gentil est seigneur d’Aglan et d’Ozon[28] Les seigneurs de Lucenay sont la famille des Gentils  (voir sources en 1600) également seigneurs de Toury et du Bessay. Voir la plaque funéraire citée infra.
- 1626 Les seigneurs de Cossaye et Ris sont ainsi désignés[28]: "Antoine des Gentils, chevalier de l'ordre du roi, seigneur et baron de Lucenay-les-Hais, la Cour-du-Bois, Montjournal, Agland, Beize, et par moitié de Cossaye et Rix, demeurant à Lucenay, en sa maison de la Cour du Bois"
- 1644 Anne Des Gentils, chevalier, baron de Lucenay-lès-Aix, du Bessay et autres places[30]
- 1668 Léonard des Gentils, chevalier, seigneur de Lamenay, Craux, Rix et par moitié de Cossaye, demeurant au château d'Aglan, paroisse de Lucenay[31]
- 1720 Antoine-Denis Raudot devient seigneur d'Aglan et de Lamenay sur Loire[32].

## Politique et administration

### Liste des maires
| Période                                  | Période              | Identité           | Étiquette | Qualité |
| ---------------------------------------- | -------------------- | ------------------ | --------- | ------- |
| mars 1989                                | mars 2008            | Robert Tuloup      |           |         |
| mars 2008                                | mai 2011 (démission) | Pascal Lacroix     |           |         |
| juillet 2011                             | mars 2014            | Joëlle André       |           |         |
| mars 2014                                | juillet 2020         | Jean Marc Fonverne |           |         |
| juillet 2020                             | En cours             | Jean Yves Forest   |           |         |
| Les données manquantes sont à compléter. |                      |                    |           |         |

## Démographie
Les habitants de Lucenay-lès-Aix s'appellent les Lucenayais.
L'évolution du nombre d'habitants est connue à travers les recensements de la population effectués dans la commune depuis 1793. Pour les communes de moins de 10 000 habitants, une enquête de recensement portant sur toute la population est réalisée tous les cinq ans, les populations de référence des années intermédiaires étant quant à elles estimées par interpolation ou extrapolation. Pour la commune, le premier recensement exhaustif entrant dans le cadre du nouveau dispositif a été réalisé en 2008.

En 2022, la commune comptait 951 habitants, en évolution de −3,45 % par rapport à 2016 (Nièvre : −3,28 %, France hors Mayotte : +2,11 %).
| 1793  | 1800  | 1806  | 1821  | 1831  | 1836  | 1841  | 1846  | 1851  |
| ----- | ----- | ----- | ----- | ----- | ----- | ----- | ----- | ----- |
| 1 191 | 1 187 | 1 177 | 1 497 | 1 473 | 1 674 | 1 579 | 1 753 | 1 800 |

| 1856  | 1861  | 1866  | 1872  | 1876  | 1881  | 1886  | 1891  | 1896  |
| ----- | ----- | ----- | ----- | ----- | ----- | ----- | ----- | ----- |
| 2 016 | 2 109 | 2 490 | 2 360 | 2 543 | 2 773 | 2 601 | 2 626 | 2 540 |

| 1901  | 1906  | 1911  | 1921  | 1926  | 1931  | 1936  | 1946  | 1954  |
| ----- | ----- | ----- | ----- | ----- | ----- | ----- | ----- | ----- |
| 2 533 | 2 517 | 2 302 | 1 979 | 1 855 | 1 797 | 1 768 | 1 677 | 1 554 |

| 1962  | 1968  | 1975  | 1982  | 1990  | 1999  | 2006  | 2008  | 2013  |
| ----- | ----- | ----- | ----- | ----- | ----- | ----- | ----- | ----- |
| 1 628 | 1 554 | 1 419 | 1 218 | 1 139 | 1 048 | 1 050 | 1 051 | 1 005 |

| 2018 | 2022 | - | - | - | - | - | - | - |
| ---- | ---- | - | - | - | - | - | - | - |
| 980  | 951  | - | - | - | - | - | - | - |

## Économie
- Le plus grand gisement de charbon de France (estimé à 250 millions de tonnes) a été découvert par le Bureau de recherches géologiques et minières (BRGM) entre Lucenay-lès-Aix et Cossaye en 1986. Un projet de mine exploitée en partie à ciel ouvert a été lancé, pour alimenter une centrale thermique de 1 000 mégawatts[37]. Il a été abandonné définitivement en 2009.

- une usine d'ampoules pharmaceutiques (depuis 1964) qui a appartenu à Alcan Packaging  et à Rio Tinto Alcan appartient aujourd'hui à Nipro Pharmapackaging France[38] emploie environ 80 personnes.

## Culture locale et patrimoine

### Lieux et monuments

#### Églises
Lucenay possédait trois églises : 
- L'église Saint-Romain de Lucenay-lès-Aix dont l'ancienne chapelle du prieuré de la fin du XIe siècle est contigu à l'église subsistante. L'abside alterne arcs cintrés et arcs en mitre. Le clocher date du XVe siècle. Les vitraux du XIXe siècle de style art nouveau représentent des épis de blé et des grappes de raisin en grisaille. Ouverte tous les jours[39] ;
- L'église Saint-Genest, disparue pendant la Révolution, était située à l'emplacement de l'ancienne pharmacie ;
- L'église Saint-Gervais de La Celle, disparue pendant la Révolution.
- Liste des curés de Saint-Romain :

(liste non exhaustive)
- 1685 - Arnault, curé
- 1723 - 1753 - Jean Gamonnet, curé décédé le 1er décembre 1753, inhumé le 3.
- 1724 - Lannoy, prieur
- 1753 - Sernoir, desservant
- 1754 - 1758 - Pierre Chevillot, curé, décédé le 2 octobre 1758, inhumé le lendemain dans le chœur de l'église.
- 1758 - Clémendot, prêtre
- 1759 - 1764 - Laurent, curé
- 1764 - 1765 - Etienne Marest, curé, décédé le 29 avril 1765, inhumé le 1er mai, dans le chœur de l'église.
- 1765 - Merville de Rochepierre, curé
- 1765 - 1774 - Edme Huet, curé
- 1774 - 1778 - Gervoy, curé
- 1777 - Sigismond, capucin prêtre
- 1778 - 1792 - Fournioux, curé
- 1780 -, Clément, vicaire
- 1781 - 1782 - Fournioux, vicaire
- 1782 - 1783 - Grasset, vicaire
- 1783 - 1784 - Merlin, vicaire
- 1785 - 1787 - Saignot, vicaire
- 1788 - 1789 - Libault, vicaire
- 1790 - Henriot, vicaire
- 1791 - Daguillon, vicaire.
- Liste des curés de Saint-Genest

(liste non exhaustive)

#### Patrimoine industriel
Lucenay-lès-Aix disposait de quatre moulins à eau :
1. Moulin d'Aglan ;
2. Moulin Dardault ;
3. Moulin Méchin ;
4. Moulin Moineau ;

et de trois tuileries :
1. Tuileries des Méchins ;
2. Tuilerie des Voidoux ;
3. Tuileries des Coquats (arrêt en 1939).

#### Châteaux
Mentionnés mais non subsistants : La Cour-du-bois, Aglan.
Selon l'annuaire des châteaux : 
- Auzon, Château d'Auzon : château et fief, commune de Lucenay-lès-Aix, Auzon, 1636, registre de Cossaye.  Fief de la châtellenie de Decize qui donne son nom à un ruisseau affluent de la Loire lequel arrose les communes de Lucenay les Aix et de Cossaye. Le vrai nom de ce lieu est Auzon.

Fief attesté par des archives du XVe siècle, confirmé par un avis du Conseil d'État de 1804, Auzon s’est étendu sur plusieurs communes et faisait partie du Bourbonnais jusqu’à découpage de la France en département où ses terres furent divisés sur la Nièvre et sur l’Allier.
Un château dont, aucun plan n'a été retrouvé avant la Révolution, était un château au XVIIe siècle et au XIIIe siècle composé, selon les différents actes de vente (1771, 1787), d’un corps principal et d’une tour. Les différents actes ne font état que de l’intérieur, description des différentes pièces et de la chapelle aujourd’hui disparue (il n'en est plus fait mention après 1786).
Le parc du château a été redessiné par le comte de Choulot au XIXe siècle et contient des essences rares.
- Lucenay, (dans le bourg)

#### Patrimoine classé
Sont inscrits au Patrimoine :
- Plaque funéraire de Philippe des Gentils, seigneur d'Aglan (dans l'église) Monument historique[41] ;
- Photo château d'Auzon[42].
- le château, les communs et le parc (inscrits MH) d’Auzon

### Personnalités liées à la commune
- Charles-François de Bonnay, quoique né et rattaché à Cossaye, était seigneur de Lucenay selon le sommier de la Généralité de Moulins en 1776[43]
- Théodore de Banville, poète, a résidé à Lucenay.
- Paul Touvier, y a été caché par un vétérinaire[réf. nécessaire][Quand ?].
- Christine Renard (1929-1979), autrice de science-fiction, est née à Lucenay.
- Claude B. Levenson, journaliste et traductrice, y a passé son enfance sous l'Occupation.
- Antoine Dareste de La Chavanne, historien, est mort à Lucenay.

## Jumelage
Le commune de Lucenay-lès-Aix est jumelée avec la commune de Waldesch en Allemagne (Rhénanie-Palatinat).